# Águeda (folyó)
Az Águeda folyó a Duero (portugálul Douro) bal oldali mellékfolyója Spanyolországban és Portugália északi részén. A spanyol Serra das Mesas-hegységben ered, Kasztília és León autonóm közösség területén. Előbb északnyugatra, majd északkeletre tart, végül ismét  északnyugatra fordul. A folyó 130 kilométer megtétele után Barca de Alva településnél éri el a Duerót. 
Az Águeda útja során több szakaszon is természetes határvonalat alkot Portugália és Spanyolország közt.

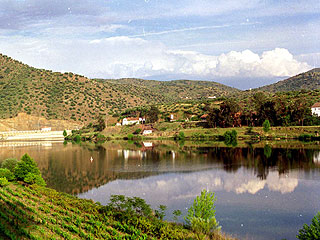
A folyó torkolata Barca de Alva mellett

Nagyobb települések a folyó mentén: Ciudad Rodrigo (Spanyolország).

## Fordítás
Ez a szócikk részben vagy egészben  az   Águeda (river) című angol Wikipédia-szócikk ezen változatának fordításán alapul.  Az eredeti cikk szerkesztőit annak laptörténete sorolja fel. Ez a jelzés csupán a megfogalmazás eredetét és a szerzői jogokat jelzi, nem szolgál a cikkben szereplő információk forrásmegjelöléseként.